# 99262 Блойштайн
99262 Блойштайн (99262 Bleustein) — астероїд головного поясу, відкритий 20 липня 2001 року.
Тіссеранів параметр щодо Юпітера — 3,189.